# Else Bassermann
Else Bassermann (* 14. Januar 1878 in Leipzig; † 30. Mai 1961 in Baden-Baden; gebürtig Elisabeth Sara Schiff, auch bekannt als Elsa Bassermann) war eine deutsche Schauspielerin und Drehbuchautorin.

## Leben
Else Schiff trat ihr erstes Engagement 1902 am Kölner Residenztheater an. 1903 spielte sie in Nürnberg am Intimen Theater und ab 1904 am Lessingtheater in Berlin. Besonders an den Reinhardt-Bühnen hatte sie Erfolge, wo sie 1908 bis 1914 und wieder 1924 bis 1927 zum Ensemble gehörte. Sie trat aber auch am Schauspielhaus, Lustspielhaus, Theater am Kurfürstendamm und an den Saltenburg-Bühnen auf.
Seit 1908 war sie mit dem Schauspieler Albert Bassermann verheiratet, den sie auf zahlreichen Gastspielreisen in Deutschland und im Ausland begleitete. Auch in einigen Stummfilmen wirkte sie mit, für die sie unter dem Pseudonym Hans Hennings teilweise das Drehbuch geschrieben hatte. Als 1934 ein Gastspiel in Leipzig von der Reichstheaterkammer wegen ihrer jüdischen Abstammung verboten wurde, erklärte ihr Ehemann seinen Austritt aus dieser Organisation.
Die Eheleute hielten sich nun in der Schweiz auf und hatten auch Auftritte in Österreich und den Niederlanden. Im April 1939 emigrierten sie in die Vereinigten Staaten. Dort konnte Else Bassermann noch in einigen Filmen mitwirken.
Ab 1946 gab sie zusammen mit ihrem Gatten Gastspiele in Europa und 1949 erstmals wieder in Deutschland. Sie ging nach Albert Bassermanns Tod 1953 für zwei Jahre an das Stadttheater Göttingen. Zu ihren späten Rollen zählten Frau Alving in Gespenster, Marthe Schwertlein in Goethes Faust und Mutter in García Lorcas Doña Rosita bleibt ledig. Im Jahr 1952 starb ihr Mann Albert in ihren Armen auf einem Flug von New York City nach Zürich. In den 1950er Jahren schrieb sie mehrere Artikel für den Mannheimer Morgen und das Feuilleton der Basler National-Zeitung. Sie lebte zuletzt mit ihrer 1908 geborenen, geistig behinderten Tochter Carmen in schwierigen finanziellen Verhältnissen. Da ihr Mann Ehrenbürger der Stadt Mannheim war, erhielt sie von der Gemeinde eine kleine Rente. Else Bassermann starb verarmt im Jahr 1961. Sie ist auf dem Hauptfriedhof in Baden-Baden beerdigt. Ihre Tochter starb im Jahr 1970 bei einem Verkehrsunfall.

## Filmografie
- 1913: Gerda Gerovius
- 1913: Der letzte Tag
- 1913: Der Mutter Augen
- 1914: Urteil des Arztes
- 1917: Der eiserne Wille (auch Drehbuch)
- 1917: Herr und Diener (auch Drehbuch)
- 1917: Du sollst keine anderen Götter haben (auch Drehbuch)
- 1918: Die Brüder von Zaarden (auch Drehbuch)
- 1918: Vater und Sohn (auch Drehbuch)
- 1918: Lorenzo Burghardt (auch Drehbuch)
- 1918: Dr. Schotte (auch Drehbuch)
- 1919: Eine schwache Stunde (auch Drehbuch)
- 1919: Der letzte Zeuge (auch Drehbuch)
- 1919: Das Werk seines Lebens (auch Drehbuch)
- 1920: Puppen des Todes
- 1920: Masken (auch Drehbuch)
- 1920: Die Söhne des Grafen Dossy (auch Drehbuch)
- 1920: Die Stimme (auch Drehbuch)
- 1920: Die Duplizität der Ereignisse (auch Drehbuch)
- 1921: Der Frauenarzt (auch Drehbuch)
- 1922: Lucrezia Borgia
- 1922: Christoph Columbus
- 1930: Alraune
- 1930: Dreyfus
- 1931: Gefahren der Liebe
- 1931: Kadetten
- 1935: Letzte Liebe
- 1940: Das Entkommen (Escape)
- 1941: Die Unvollendete (New Wine)
- 1941/45: I Was a Criminal
- 1942: Sabotageauftrag Berlin (Desperate Journey)
- 1943: Madame Curie
- 1945: Rhapsodie in Blau (Rhapsody in Blue)